# Język maybrat
Język maybrat (maibrat, majbrat), także brat lub ayamaru – język papuaski używany w prowincji Papua Zachodnia w Indonezji, w centralnej części półwyspu Ptasia Głowa. Według danych z 1987 roku posługuje się nim 25 tys. osób (w tym 5 tys. użytkowników dialektu karon dori). Jego użytkownicy zamieszkują kecamatany Ayfat, Ayamaru, Aytinyo, Kebar i Sausapor.
Nie udowodniono jego pokrewieństwa z żadnym innym językiem, toteż G. Holton i M. Klamer (2018) oraz H. Hammarström (2018) klasyfikują go jako izolat. Pod względem leksykalnym nie jest szczególnie bliski innym językom regionu. Pomimo dużych różnic słownikowych języki centralnej Ptasiej Głowy dzielą wiele wspólnych cech strukturalnych.
D.A.L. Flassy (2002) łączy go z językiem abun (karon/madik) oraz językami zachodniej Ptasiej Głowy, tworząc rodzinę języków toror. Podobną propozycję wysunął S. Wichmann (2013). C.L. Voorhoeve (1975, 1987) zaliczył wszystkie te języki do fyli zachodniopapuaskiej . Autorzy analizy leksykostatystycznej z 1987 r. (K. Berry i Ch. Berry) uznali maybrat i abun za odosobnionych przedstawicieli tej fyli. Na możliwość pokrewieństwa z językami zachodniej Ptasiej Głowy wskazuje ograniczony zasób cech (pewne elementy leksyki, formy zaimków, formy rozróżniające płeć i niektóre przyimki czasownikowe). M. Ross (2005), w swojej próbnej klasyfikacji opartej na analizie form zaimków, zalicza go do języków zachodniopapuaskich.
Termin „ayamaru” to nazwa grupy etnicznej (Ayamaru), a zarazem określenie jednego z dialektów (in. maymaru). Dialekt karon dori (używany przez grupę etniczną Karon lub Karon Dori, na północ od Ayamaru) bywa postrzegany jako odrębny język. Jego alternatywna nazwa to „mare”. Nazwa „karon” jest niejednoznaczna, gdyż odnosi się również do ludu i języka Abun. Określenie to zostało nadane przez lud Biak i ma negatywne zabarwienie, ale mimo to pozostaje w lokalnym użyciu.
Istnieje sześć dialektów (wyróżnianych również przez samą społeczność): mayhapeh, mayasmaun, karon, maymare, maymaru i mayte. Ich użytkownicy określają się jako rae ro Maybrat („ludność mowy brat”, „ludność używająca maybrat”). Pod koniec XX wieku prawie wszystkie osoby były dwujęzyczne, z wyłączeniem starszego pokolenia. Pod wpływem działalności misjonarzy i edukacji rozpowszechnił się lokalny malajski, a następnie język indonezyjski.
Sporządzono opis jego gramatyki (A grammar of Maybrat, 2007)  oraz słownik (Aam ro Mai Brat, 1989). Jest zapisywany alfabetem łacińskim.